# 도리이 다다하루
도리이 다다하루(鳥居忠春)는 에도 시대 초기의 다이묘이다. 시나노 다카토 번 초대 번주. 미부 번 도리이 가(壬生藩鳥居家) 제3대 당주. 야마가타번주 도리이 다다마사의 삼남으로 태어났다.
| 전임 호시나 마사유키 | 제1대 다카토 번 번주 (도리이가) 1636년 ~ 1663년 | 후임 도리이 다다노리 |